# Petersburg (Illinois)
Pour les articles homonymes, voir Petersburg.
La ville de Petersburg est le siège du comté de Menard, dans l’État de l’Illinois, aux États-Unis.